# Каманси, Уоррен
Уоррен Хокон Кристофер Каманси (норв. Warren Håkon Christofer Kamanzi; род. 11 ноября 2000, Намсус, Нур-Трёнделаг) — норвежский футболист руандского происхождения, защитник клуба «Тулуза».

## Клубная карьера
Каманси — воспитанник клубов «Штриндхейм» и «Русенборг». 27 августа 2020 года в матче квалификации Лиги Европы против исландского «Брейдаблика» он дебютировал за основной состав последних. Летом 2021 года для получения игровой практики Каманси на правах аренды перешёл в «Ранхейм». 2 июня в матче против «Старта» он дебютировал в Первом дивизионе Норвегии. 28 августа в поединке «Согндала» Уоррен забил свой первый гол за «Ранхейм». В начале 2022 года Каманси перешёл в «Тромсё». 18 апреля в матче против «Олесунна» он дебютировал в Типпелиге. 26 июня в поединке против «Саннефьорда» Уоррен забил свой первый гол за «Тромсё».
В начале 2023 года Каманси перешёл во французскую «Тулузу». Сумма трансфера составила 600 тыс. евро.

## Достижения
«Тулуза»
- Обладатель Кубка Франции: 2022/23